# Arthur Sämisch
Arthur Sämisch (* 21. Februar 1878 in Markranstädt; † 6. Juni 1940 in Merseburg) war ein deutscher Politiker (SPD/USPD/KPD). Er war Abgeordneter der Preußischen Landesversammlung (1919–1921), Mitglied der Zentralen Revisionskommission und Reichsrevisor der Kommunistischen Partei Deutschlands (KPD).

## Leben
Sämisch besuchte die Volksschule, erlernte den Beruf des Kürschners und ging anschließend auf Wanderschaft in Deutschland und im Ausland. 1904 trat er der Sozialdemokratischen Partei Deutschlands (SPD) bei. Von 1909 bis Juli 1914 war er Krankenkassenangestellter in Schkeuditz, dort von August 1914 bis 1917 auch SPD-Parteisekretär. Von 1914 bis 1919 war er Stadtverordneter in Schkeuditz, später besoldeter Sekretär des Deutschen Metallarbeiter-Verbandes (DMV) des Kreises Merseburg. 1917/18 musste er als Soldat im Ersten Weltkrieg dienen. 1917 wechselte er zur Unabhängigen Sozialdemokratischen Partei Deutschlands (USPD), deren Sekretär er in Halle (Saale) wurde.
Im Januar 1919 wurde Sämisch für die USPD in die Preußische Nationalversammlung gewählt. Er war Delegierter auf dem Spaltungsparteitag der USPD im Oktober 1920 in Halle (Saale) und wechselte im Dezember 1920 mit der linken USPD zur KPD. Sein Mandat in der Landesversammlung behielt er. Von 1921 bis 1926 war er Parteisekretär der KPD in Merseburg, gehörte von 1922 bis 1926 als Mitglied der KPD-Bezirksleitung Halle-Merseburg an und war deren Kassierer. Der VIII. Parteitag der KPD in Leipzig (28. Januar–1. Februar 1923) berief ihn in die Zentrale Revisionskommission. Im Februar 1924 wurde Sämisch in die Stadtverordnetenversammlung von Merseburg gewählt. 1927 wurde er zum Reichsrevisor der KPD ernannt und war zugleich auch Mitarbeiter des ZK der KPD in Berlin. 1929 kehrte er nach Halle zurück und war dort bis 1931 Sekretär der KPD-Bezirksleitung für Gewerkschaft.
Nach der „Machtergreifung“ der Nationalsozialisten war Sämisch weiterhin illegal tätig. Im Juni 1933 wurde er verhaftet und kam in sogenannte „Schutzhaft“. Im KZ Lichtenburg an Tuberkulose erkrankt und erblindet, wurde er entlassen.